# 공항입구 분기점
공항입구 분기점(空港入口分岐點, Airport Entrance Junction, 공항입구JC)은 인천광역시 중구 운북동에 설치된 인천국제공항고속도로와 영종해안북로가 만나는 분기점이다.
이 분기점을 기준으로 하여 인천국제공항 방향으로 인천국제공항고속도로는 인천국제공항 제1여객터미널로, 영종해안북로는 인천국제공항 제2여객터미널로 이어진다. 또한 영종해안북로로 진출하면 운북복합레저단지나 영종신도시 등으로도 갈 수 있다.
2015년 7월 1일부터 인천국제공항 제2여객터미널 연결 도로 개설 공사로 인해 분기점이 임시 폐쇄되었다가 2017년 2월 10일 인천국제공항 제2여객터미널 연결 도로가 개통되면서 재개통되었다.

## 연혁
- 2000년 11월 21일 : 인천국제공항고속도로 개통과 함께 영업 개시[2]
- 2015년 7월 1일 : 인천국제공항 제2여객터미널 연결 도로 개설 공사로 인해 분기점 임시 폐쇄[3]
- 2017년 2월 10일 : 인천국제공항 제2여객터미널 연결 도로 개통과 함께 분기점 재개통[1]

## 구조물 정보
고양 방향에서의 진출과 인천국제공항 방향으로의 진입은 불가능하며, 이 경우에는 공항신도시 분기점을 이용해야 한다.
- 위치: 인천광역시 중구 운북동

## 접속하는 노선・도로

### 인천국제공항・고양방면
- 인천국제공항고속도로 (2번)

### 을왕방면
- 영종해안북로